# Bellver de Cerdanya
Bellver de Cerdanya és una vila i municipi de la comarca de la Baixa Cerdanya, i pertany a la província de Lleida. Inclou l'entitat municipal descentralitzada de Pi.
El municipi és un conglomerat de diferents pobles, masies aïllades i llogarrets diversos repartits a ambdues bandes de la província de Girona i de Lleida, que conformen un dels més grans municipis de la comarca. Bellver és el principal nucli de la subcomarca de la Batllia, situada al sud-oest de la Cerdanya, i que també inclou els municipis de Prullans i Riu de Cerdanya. Aquesta porció sudenca de la comarca també l'anomenen els bellverencs "Petita Cerdanya". Administrativament pertany a la província de Lleida, encara que els lligams històrics i geogràfics la vinculen estretament a Puigcerdà, província de Girona, capital de la comarca, a Ripoll i a Vic, més enllà de la Collada de Toses. Bellver es troba a mig camí de Puigcerdà i la Seu d'Urgell.

## Geografia o medi físic
- Llista de topònims de Bellver de Cerdanya (Orografia: muntanyes, serres, collades, indrets..; hidrografia: rius, fonts...; edificis: cases, masies, esglésies, etc).

Amb una orientació diürna fantàstica, la població es beneficia d'una radiació solar constant que li fa gaudir d'un microclima benigne, tenint en compte la duresa de l'hivern cerdà.
Morfològicament el municipi es divideix en dues parts clarament distingibles: la «plana», part propera a la llera del riu Segre i la «muntanya», que sovint s'enlaira fins a acaronar els 3.000 metres. Al nord, pertanyent al Pirineu Axial es troba la Solana, molt seca degut a la forta i constant insolació i als materials geològics poc fèrtils. A la banda oposada, ja al Prepirineu s'hi troba l'Obaga, més ombrívola i fresca, mirant al sud, separant Bellver de la comarca del Berguedà, muntanyes més modestes pel que a alçada fa referència (rarament ultrapassen els 2.500 metres) però amb grans pinedes i avetoses, verdes tot l'any.
La Serra del Cadí esdevé una muntanya infranquejable i un referent pels habitants i turistes, amb magnífics paisatges i possibilitats d'excursions i ascensions de diferents graus de dificultat.
La plana cerdana es compon de prats d'herba natural, on sovint pasturen els ramats de vaques i cavalls. Rodejant els prats, en els marges hi neixen verns, freixes, pollancres. Espaiats per la plana es troben els pobles, sovint de pagès: Bor, Beders, Pi, Olià, Santa Eugènia, Nas, Baltarga, Coborriu, Talló, Vilella, Pedra, la Torre de Cadell, Corcs...

## Demografia
| 1497 f | 1515 f | 1553 f | 1717  | 1787  | 1857  | 1877  | 1887  | 1900  | 1910  |
| ------ | ------ | ------ | ----- | ----- | ----- | ----- | ----- | ----- | ----- |
| 100    | 136    | 132    | 1.190 | 2.276 | 2.913 | 2.210 | 2.125 | 2.094 | 2.043 |

| 1920  | 1930  | 1940  | 1950  | 1960  | 1970  | 1981  | 1990  | 1992  | 1994  |
| ----- | ----- | ----- | ----- | ----- | ----- | ----- | ----- | ----- | ----- |
| 1.904 | 1.685 | 1.690 | 2.124 | 1.745 | 1.732 | 1.674 | 1.584 | 1.540 | 1.540 |

| 1996  | 1998  | 2000  | 2002  | 2004  | 2006  | 2008  | 2010  | 2012  | 2014  |
| ----- | ----- | ----- | ----- | ----- | ----- | ----- | ----- | ----- | ----- |
| 1.483 | 1.531 | 1.614 | 1.673 | 1.738 | 1.906 | 2.132 | 2.260 | 2.300 | 2.075 |

| 2016  | 2018  | 2020  | 2022  | 2024  | 2026 | 2028 | 2030 | 2032 | 2034 |
| ----- | ----- | ----- | ----- | ----- | ---- | ---- | ---- | ---- | ---- |
| 1.995 | 1.979 | 2.005 | 2.176 | 2.260 | -    | -    | -    | -    | -    |

El 1553 incorpora Nas i Ordèn; el 1717, Bor i Nèfol; el 1787, Beders i Santa Eugènia de Nerellà; el 1857, Baltarga, Cortàs, Olià, Pi, Pedra i Coborriu de Bellver; el 1965, Éller i Talltendre; el 1975, Riu de Pendís; i el 1997 es desagrega Riu de Pendís que pren el nom oficial de Riu de Cerdanya.
La població del municipi, a gener de 2011, era de 2.260 habitants, 1.175 homes i 1.085 dones, comptant els habitants del nucli urbà de Bellver i el de tots els agregats.
L'obertura del Túnel del Cadí a principis de la dècada dels 80 suposà el final d'una etapa d'aïllament històric del municipi i de la comarca. La facilitat de comunicacions va modificar l'economia del poble. El sector primari tradicional del país es va anar substituint per activitats turístiques o per la construcció i els seus derivats. Avui es troben poques cases de pagès i no es produeix un relleu generacional de les explotacions.

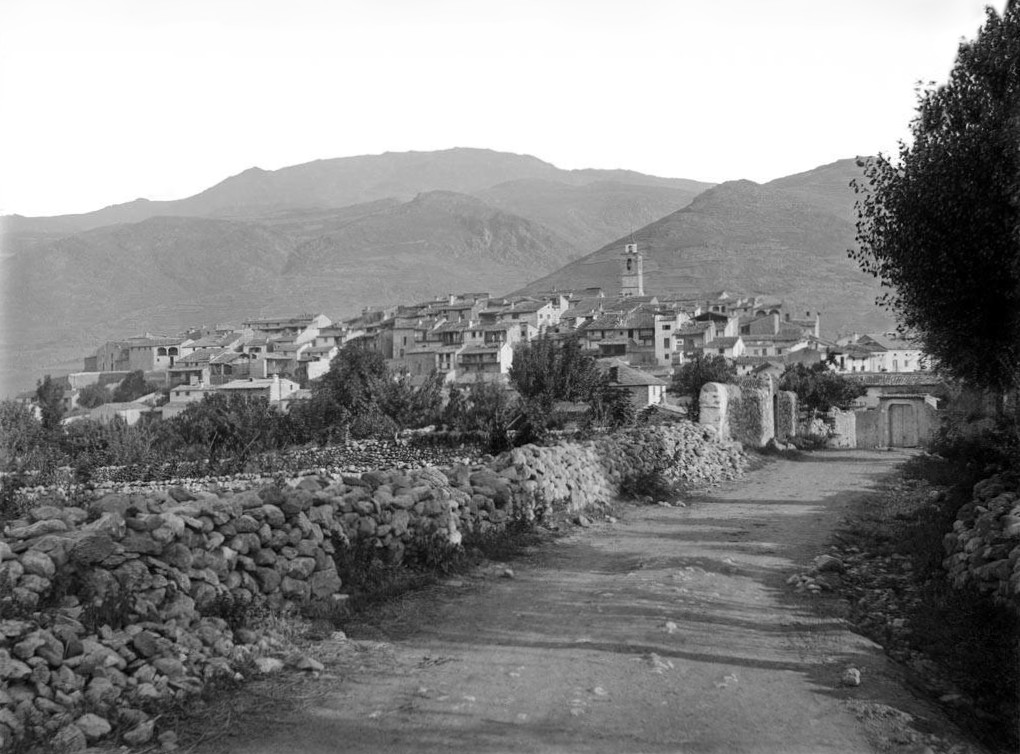
Camí del Talló, amb el poble de Bellver al fons. 20 d'agost de 1890

| Entitat de població      | Habitants (2024) |
| Bellver de Cerdanya      | 1.600            |
| Pi                       | 128              |
| Riu de Santa Maria       | 101              |
| Bor                      | 93               |
| Baltarga                 | 69               |
| Beders                   | 38               |
| Nas                      | 34               |
| Olià                     | 34               |
| Talló                    | 31               |
| Éller                    | 30               |
| Santa Eugènia de Nerellà | 23               |
| Cortàs                   | 22               |
| Pedra                    | 17               |
| Talltendre               | 14               |
| Santa Magdalena de Talló | 10               |
| Ordèn                    | 10               |
| Vilella                  | 6                |
| Coborriu de Bellver      | 5                |
| Nèfol                    | 1                |
| Sant Martí dels Castells | 0                |
| Font: Idescat            |                  |

## Govern municipal
La Batllia de Bellver de Cerdanya es troba a la Plaça Major, 12; a la part superior, al Barri Antic.
Darrere l'edifici de la Batllia hi ha la Plaça dels Comtes de Cerdanya. Abans d'arribar a la Plaça Major trobem a l'esquerra, l'entrada de l'Església de Sant Jaume, patró de Bellver. Possible substituta de la capella del Castell, dedicada a Sant Vicenç, és un notable edifici gòtic mencionat ja al final del segle xiii. Ha acompanyat la vila des dels seus orígens. Sortint de l'església parroquial, dirigint-nos cap a l'esquerra arribem a la Plaça Major, un espai recollit, quasi claustrat, elegant de proporcions. És del segle xiv.
A l'esquerra, també restaurat i ampliat, veiem l'antiga Casa del Comú, avui Ajuntament de Bellver de Cerdanya. Abans exercia els tres poders: polític, administratiu i judicial. Al segle xvii hi ha haver, sota els porxos d'aquesta plaça, el judici fet per la Inquisició a Rossa, coneguda popularment com la Bruixeta de Bellver. Va ser l'any 1620.

### Resultats de les eleccions municipals de 2019 a Bellver
En les eleccions municipals de 2019 a Bellver de Cerdanya va guanyar la candidatura d'En-Cerd (Endavant Cerdanya).
| Eleccions municipals de 26 de maig de 2019 - Bellver de Cerdanya |                                     |                                     |                                     |       |          |          |
| Candidatura | Candidatura                         | Candidatura                         | Cap de llista                       | Vots  | Vots     | Regidors |
| | Endavant Cerdanya / En-Cerd         |                                     | Francesc Xavier Porta Pous          | 638   | 59,74%   | 6 (-3)   |
| | Junts per Bellver                   |                                     | Marc Fernández Palau                | 201   | 18,82%   | 2 ()     |
| | Esquerra Republicana de Catalunya   |                                     | Ramona Bragulat i Juvé              | 194   | 18,16%   | 1 (1)    |
| | Vots en blanc                       |                                     |                                     | 35    | 3,28%    |          |
| Total vots vàlids i regidors | Total vots vàlids i regidors        | Total vots vàlids i regidors        | Total vots vàlids i regidors        | 1.086 | 100 %    | 9        |
| | Vots nuls                           | Vots nuls                           | Vots nuls                           | 18    | 1,66%    |          |
| Participació (vots vàlids més nuls) | Participació (vots vàlids més nuls) | Participació (vots vàlids més nuls) | Participació (vots vàlids més nuls) | 1086  | 71,21%** |          |
| Abstenció | Abstenció                           | Abstenció                           | Abstenció                           | 439*  | 28,79%** |          |
| Total cens electoral | Total cens electoral                | Total cens electoral                | Total cens electoral                | 1525* | 100 %**  |          |
| Alcalde: Francesc Xavier Porta Pous d'Endavant Cerdanya / En-Cerd (14/06/2019) Per majoria absoluta dels vots dels regidors (6 vots: 6 de Endavant Cerdanya / En-Cerd) |                                     |                                     |                                     |       |          |          |
| Fonts: TV3 Naciodigital (* No són vots sinó electors. ** Percentatge respecte del cens electoral.)                                                                     |                                     |                                     |                                     |       |          |          |

### Llista de batlles de Bellver de Cerdanya[6]
| Període                                                         | Batlle                                                          | Partit                                                          | Presa de Possessió                                              |
| 1979 —primeres eleccions en democràcia després de la dictadura— | 1979 —primeres eleccions en democràcia després de la dictadura— | 1979 —primeres eleccions en democràcia després de la dictadura— | 1979 —primeres eleccions en democràcia després de la dictadura— |
| --------------------------------------------------------------- | --------------------------------------------------------------- | --------------------------------------------------------------- | --------------------------------------------------------------- |
| 1979-1983                                                       | Ramón Clot Isern                                                | Independents                                                    | 20/4/1979                                                       |
| 1983-1987                                                       | Josep Maria Pons Visa                                           | CiU                                                             | 23/5/1983                                                       |
| 1987-1991                                                       | Antoni Vila Satorres                                            | CiU                                                             | 30/6/1987                                                       |
| 1991-1995                                                       | Antoni Vila Satorres                                            | CiU                                                             | 15/6/1991                                                       |
| 1995-1999                                                       | Joan Pous Porta                                                 | CiU                                                             | 17/6/1995                                                       |
| 1999-2003                                                       | Joan Pous Porta                                                 | CiU                                                             | 3/7/1999                                                        |
| 2003-2007                                                       | Joan Pous Porta                                                 | CiU                                                             | 14/6/2003                                                       |
| 2007-2011                                                       | Francesc Xavier Porta Pous                                      | ERC-AM                                                          | 16/6/2007                                                       |
| 2011-2015                                                       | Francesc Xavier Porta Pous                                      | En-Cerd                                                         | 11/6/2011                                                       |
| 2015-2019                                                       | Francesc Xavier Porta Pous                                      | En-Cerd                                                         | 30/6/2015                                                       |
| 2019-2023                                                       | Francesc Xavier Porta Pous                                      | En-Cerd                                                         | 15/6/2019                                                       |

## Història
Fundat el 1225 per Nunó Sanç sobre el puig de Bello Vedere (d'on deriva el nom actual) i al costat del riu Segre, la població ràpidament prengué embranzida, convertint-se en el principal centre de la sotsvegueria del Baridà. El 1277 el rei Jaume II de Mallorca donà l'ordre d'aixecar les muralles, punt de partida de la vila. La seva ubicació era estratègica, a la frontera entre el comtat de Cerdanya i el comtat d'Urgell, al costat del camí Ral (avui Camí de Sant Jaume) que unia la Seu i Puigcerdà, i més enllà el Pla de Lleida amb el Rosselló i el Comtat de Foix. D'aquesta època tardomitjanenca en queda l'església gòtica en honor de Sant Jaume, patró de la vila, la torre de la presó del Portal, així com un barri antic, que situaríem entre els segles xvi i xviii, destacant-ne la Plaça Major, porxada, i el seu entorn urbanístic.
La batllia de Bellver i sotsvegueria del Baridà va estar sota domini de la família Torrelles des del segle xiv al xviii. Terra de frontera, a Bellver les lluites amb el francès foren una constant en el decurs dels segles. Fou ocupada sovint entre els segles xv i xviii. La Cerdanya, com tota la Catalunya Nord, era cobejada pels reis de França, sota el regnat dels borbons. Les incursions eren freqüents. D'aquesta època ens queda l'actual muralla. És una bona mostra de l'arquitectura militar francesa. Prova d'això són els plànols de la fortalesa bellverenca, construïda pels militars gals, que es troben a París.
Foren també notables els duels entre nyerros i cadells al llarg del segle xvi i la primera part del xvii, que tingueren en els bellverencs principals protagonistes. D'aquesta marcada presència cadell al municipi, en queda una casa de pagès fortificada, prop de Beders, que porta per nom de La Torre de Cadell.
El 1665 el polvorí del castell explotà i com a conseqüència el castell fou destruït. Ara se n'han recuperat els fonaments (se'n pot veure el dipòsit d'aigua, en l'entorn restaurat del passeig arqueològic municipal).
El segle xvii també deixà una història llegendària, la de l'Aldonça Rossa, la bruixeta de Bellver. Sent jove se l'envià a la Vila (Puigcerdà) a vendre una gallina. Pel camí aprengué de dues dones les arts de la bruixeria, així com la de guarir malalties com el xarampió o les galteres. En tornar al poble, es dedicà a curar malalts. Arribada la seva fama de guaridora a la Santa Inquisició, se la jutjà i se li prohibí continuar la pràctica de les seves "arts ocultes".
A mitjan segle xix, Bellver rebé la visita perllongada d'un il·lustre personatge, en Gustavo Adolfo Bécquer, que visqué a l'antiga fonda de cal Patanó durant mesos. Allí, inspirat pels paisatges i les llegendes locals, hi redactà una coneguda història, La cruz del diablo, en escenaris com el barri antic de Bellver o Sant Martí dels Castells.
La guerra civil de 1936 tingué un marcat episodi el 27 d'abril de 1937, data en què alguns habitants de Bellver s'enfrontaren als grups de la CNT-FAI i POUM procedents d'altres pobles de la Cerdanya i de La Seu d'Urgell, encapçalats pel belvisenc Antonio Martín Escudero, al que alguns anomenaven Cojo de Màlaga. En començar l'atac, en passar pel pont sobre el Segre, des d'algun punt elevat del poble dispararen a Martin Escudero, causant-li la mort i fent retrocedir les columnes foranes.

## Llocs d'interès
- Anes
- Olià
- L'Estudi
- Font d'Olià

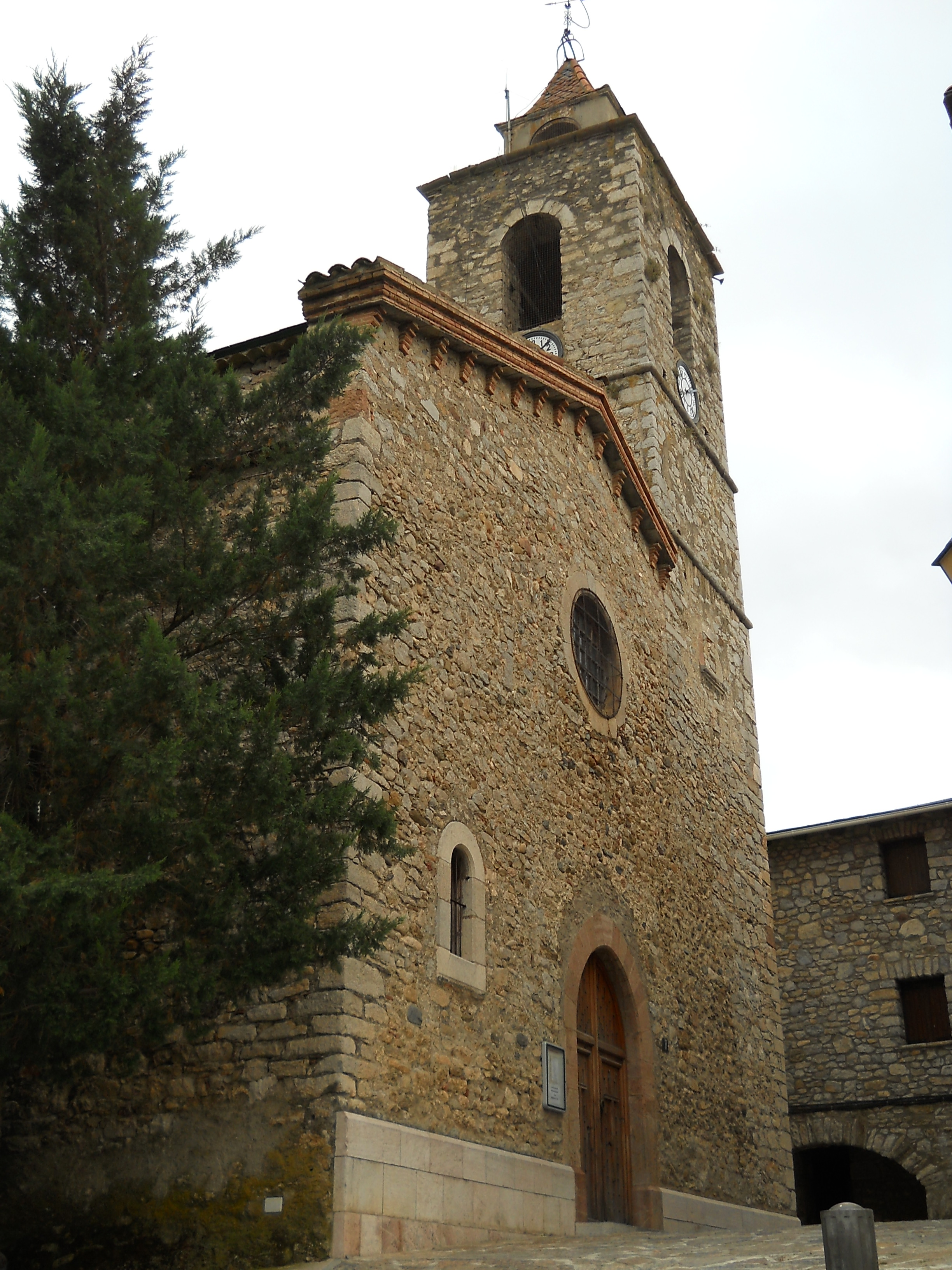
Església de Santa Maria i Sant Jaume

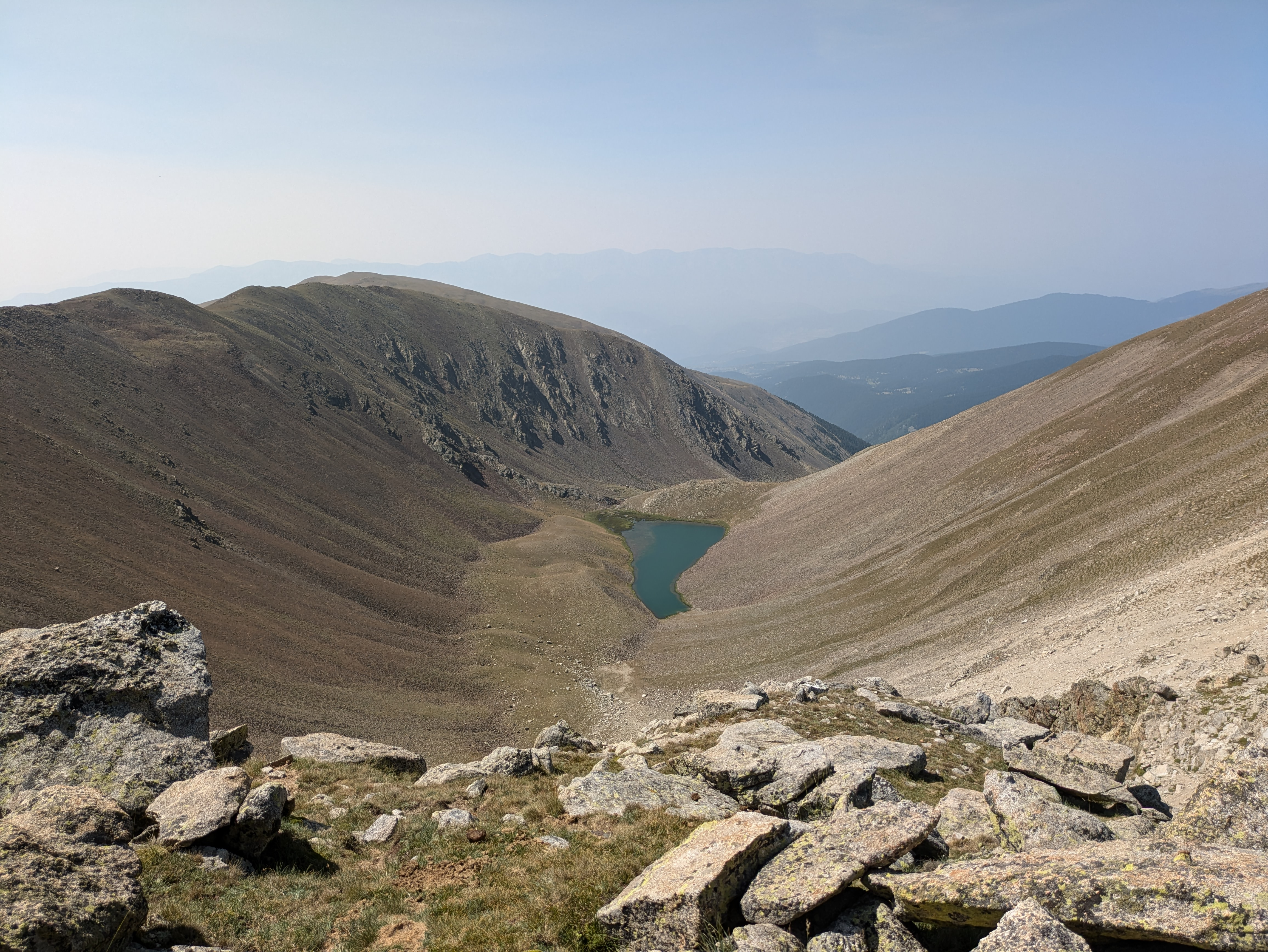
Estany de Calm Colomer, situat a l'extrem nord del municipi.

- Església de Santa Eugènia de Nerellà
- El barri antic de Bellver
- Capella de Sant Pere
- Capella de Sant Roc
- Cova d'Anes
- Les muralles de Bellver
- Museu del Bosc[9]
- Museu de la Ferreria de Pi[10]
- Salzeda de Bellver de Cerdanya
- L'església de Sant Julià de Pedra
- L'església de Santa Eulàlia d'Éller
- Santa Maria de Talló
- L'església de Sant Iscle i Santa Victòria de Talltendre
- L'església de Sant Policarp de Cortàs
- L'església de Santa Maria i Sant Jaume
- L'ermita Sant Serni de Coborriu
- La Torre de Cadell

## Fires i festes
De les festes populars destaca l'Aplec que cada dilluns de Pasqua té lloc a la Font de Talló, al vessant sud de Monterròs. És una tradició secular en què els fills de Bellver ballen en honor de la Verge trobada en aquest indret, patrona de Santa Maria de Talló. Les festes majors s'esdevenen per Sant Antoni, el 13 de juny. També són tradicionals les revetlles de Sant Joan i Sant Pere, cap a la fi de juny on els veïns s'aplegaven al voltant de les fogueres. Per Sant Jaume (25 de juliol), patró de la població, també és tradicional fer el ball a la Plaça 27 d'Abril, el mateix indret on 15 dies més tard, per Sant Llorenç, el 10 d'agost, es fa la fira de productes artesanals, una de les més importants del país (juntament amb el concurs de llonganissa). Abans d'acabar l'agost se celebra, des de fa alguns anys, la Fira d'Antiguitats i Brocanters. L'onze d'octubre la vila celebra la fira ramadera, molt antiga i on la pagesia es troba per concursar i negociar. Ja a prop de l'hivern, des de fa uns anys, se celebra una fira del món de l'esquí, anomenada Fira Pirineu Esport, on es poden trobar novetats i també material d'ocasió.

## Persones il·lustres
- Manel Figuera i Abadal (n. 1957), escriptor